# باندیکوت‌های پوزه‌بلند
باندیکوت‌های پوزه‌بلند (نام علمی: Perameles) نام یک سرده از تیره کیسه‌سموران است.

## گونه های زنده
- باندیکوت نواری غربی (P. bougainville)
- باندیکوت نواری شرقی (P. gunnii)
- باندیکوت پوزه‌بلند (P. nasuta)